# Odonchlodiopsis
× Odonchlodiopsis (abreviado Ocp) es un híbrido intergenérico entre los géneros de orquídeas Cochlioda × Miltoniopsis × Odontoglossum. 